# Dell Diamond
El Estadio Dell Diamond o simplemente Dell Diamond es un estadio multipropósito sede del Round Rock Express, el afiliado de béisbol de la liga menor de la AAA del equipo de béisbol de las Grandes Ligas Texas Rangers. El 16 de abril de 2000, el afiliado de entonces-AA expreso jugó su primer juego casero en el estadio. Se localiza en Texas al sur de Estados Unidos.
El Dell Diamond se construyó en 85 acres (344.000 m²) de tierras que antes sirvieron para la agricultura en el lado del este de Round Rock, Texas, una ciudad suburbana de rápido crecimiento al noreste de Austin. Nolan Ryan y su hijo Reid Ryan, propietarios de parte del Express, originalmente querían un estadio dentro de la ciudad de Austin, pero encontraron un sitio más atractivo en la ciudad de Round Rock, con el apoyo de las autoridades de la ciudad. La ciudad de Round Rock contribuyó con $ 7.35 millones al costo de $ 25 millones de la instalación. La ciudad posee el estadio de béisbol y le dio al Expreso un contrato de arrendamiento de 38 años. Dell Computer Corporation (ahora Dell, Inc.) llegó a un acuerdo por el nombre que le costará a la compañía 2,5 millones de dólares en 15 años.
Dell Diamond es también el sitio designado para el torneo estadual de béisbol de la Liga Interscolástica. El 13 de febrero de 2016, el estadio organizó un partido de rugby entre Canadá y Estados Unidos, como parte del Campeonato de rugby de las Américas.